# بينج فاي
بينج فاي (بالصينية: 彭飞) هو مصارع هاوي صيني، ولد في 6 مارس 1992 في شيان في الصين.

## وصلات خارجية
- بينج فاي على موقع قاعدة بيانات المصارعة الدولية (الإنجليزية)
- بينج فاي على موقع أوليمبيديا (الإنجليزية)
- بينج فاي على موقع اللجنة الأولمبية الصينية (الإنجليزية)